# Hjalmar Johansen
Fredrik Hjalmar Johansen (Skien, 15 de maio de 1867 — Oslo, 3 de janeiro de 1913) foi um explorador polar norueguês. Integrante da tripulação da expedição Fram, liderada por Fridtjof Nansen (1893–1896), acompanhou-o na conquista de uma nova latitude mais a norte, perto do Polo Norte, naquele que era o oceano Árctico. Johansen também participou da Expedição de Amundsen ao Polo Sul, liderada por Roald Amundsen em 1910–1912.

## Biografia
Johansen nasceu em Skien, no condado de Telemark, na Noruega, sendo o segundo filho, de cinco irmãos, de uma família cristã. Seu pai era camponês e desejava que Johansen frequentasse a academia militar, embora este tivesse a ambição de ser advogado e entrar para a Real Universidade de Frederik, para estudar Direito em Christiania (actual Oslo). No entanto, o seu desempenho era fraco devido às repetidas ausências e aos 21 anos, Johansen perdeu o pai, levando-o a deixar a escola. Hjalmar trabalhou por pouco tempo num escritório. No entanto, começava a mostrar a sua aptidão desportiva; era um excelente esquiador e ginasta. Em ginástica, tornou-se campeão da Noruega em 1885, em Fredrikshald e campeão mundial em 1889, em Paris.

## Exploração do Árctico
Johansen juntou-se à expedição polar de Nansen, Fram, em 1893. Ficou com a função de fogueiro, pois as outras já estavam preenchidas. Depois, passou a assistente de Sigurd Scott-Hansen nos seus estudos meteorológicos. Usando esquis e cães de tiro – Johansen era especialista em conduzir cães –, Johansen acompanhou Nansen na aproximação ao Polo Norte, a 86º14'N, em 1895. No regresso, Johansen e Nansen foram forçados a passar o Inverno na Terra de Francisco José devido a sérios danos nos seus Caiaques enquanto atravessavam os canais no gelo.
No regresso do grupo de Nansen à Noruega, Johansen e outros membros da tripulação do Fram foram recebidos como heróis. Johansen foi promovido a capitão na infantaria da Noruega, não tendo, no entanto, sucesso. Bebia muito e deixou o exército. Entre 1907 e 1909, participou em quatro expedições a Svalbard.

## Exploração da Antártida
Em 1910, fez parte do grupo de Amundsen no Fram e na Antártida. Amundsen e os seus homens, na corrida para o Polo Sul contra Robert Falcon Scott, iniciaram demasiado cedo a etapa para o Polo e tiveram de regressar ao acampamento-base na Baía das Baleias.
Johansen discordou com esta primeira partida e na viagem de regresso chegou a ter de salvar um membro menos experiente do grupo, Kristian Prestrud, de morrer congelado. Amundsen dirigiu-se para a base com o trenó mais rápido, sem dar atenção aos seus homens. Assim, Prestrud e Johansen ficaram sem tenda e sem equipamento de cozinha para derreter a neve, e não tiveram escolha senão regressar à base debaixo de uma forte nevasca, de temperaturas extremamente baixas e de uma perigosa descida em direcção ao acampamento.
Johansen salvou Prestrud da morte e trouxe-o para o acampamento-base. No entanto, o incidente enfureceu Amundsen. Quando chegaram à Baía das Baleias, Johansen discutiu com Amundsen na presença de outros homens. Amundsen reagiu retirando-o do grupo que ía para o Polo, e nomeando Prestud para chefiar um grupo onde Johansen passou a ser subordinado. Este grupo partiria para uma pequena expedição na Terra do Rei Eduardo VII, enquanto os outros homens seguiriam para o Polo Sul.
O grupo de Amundsen chegou com sucesso ao Polo. Na viagem de regresso à Tâsmania, Amundsen dispensou Johansen do Fram, pagou-lhe e deu-lhe ordens para regressar à Noruega separado da expedição. Quando Johansen deixou o grupo, Amundsen fez os restantes homens assinarem um papel em que se comprometiam a manter silêncio sobre a expedição. Só Amundsen teria o direito de escrever sobre a expedição. Depois de voltar à Noruega, Johansen descobriu que o seu trabalho na expedição não seria reconhecido, mesmo o salvamento que fez a Prestrud. No entanto, pela sua participação na expedição, recebeu a Medalha do Polo Sul (Sydpolsmedaljen), o prémio Real da Noruega instituído pelo rei Haakon VII em 1912 para homenagear os participantes na expedição de Amundsen.
Do resultado de toda esta situação, Johansen ficou com graves problemas de depressão e alcoolismo, acabando por se suicidar em 1913.